# توماس رايت (لاعب كريكت)
توماس رايت (29 أبريل 1842 في المملكة المتحدة - ) (بالإنجليزية: Thomas Wright)‏ هو لاعب كريكت بريطاني. لعب مع نادي مقاطعة نوتنغهامشير للكريكت ‏.

## وصلات خارجية
- توماس رايت على موقع إي آس بي آن كريك إنفو (الإنجليزية)